# Повреждение мозга (фильм)
«Повреждение мозга» — комедийный хоррор Фрэнка Хененлоттера. Премьера состоялась в январе 1988 года на фестивале фантастического кино в Авориазе. Фильм выходил в США в ограниченном прокате, позже был выпущен на VHS. В 2007 году фильм издан на DVD.

## Сюжет
Однажды молодой парень по имени Брайан обнаруживает, что к его затылку что-то присосалось. Это оказывается небольшое червеобразное существо по имени Элмер, сбежавшее от своих предшествующих хозяев (пожилой пары). Элмер способен через небольшое отверстие в голове впрыскивать в мозг Брайану жидкость голубого цвета, которая приводит к появлению у Брайана красочных галлюцинаций. Пищу же самого Элмера составляют мозги, так что предшествующие хозяева специально закупали для него мозги животных.
Пристрастившись к приятным ощущениям, получаемым от впрыскивания жидкости, Брайан вступает с Элмером в своеобразный симбиоз: тот время от времени впрыскивает Брайану жидкость, а Брайан выводит Элмера в город, где тот может найти себе пищу. В первый раз Элмер убивает охранника на свалке автомобилей, высосав у него мозги, в следующий раз его жертвой становится девушка, с которой Брайан знакомится на дискотеке. При этом сам Брайан в это время находился «под кайфом» и не осознавал происходящего. Когда же Элмер в очередной раз требует пищи, Брайан понимает, что является соучастником убийства, и отказывается помогать ему. Однако вскоре из-за мучительной «ломки» он вновь пускает Элмера, который набрасывается на юношу в мужском туалете.
Девушка Брайана Барбара и его брат не могут понять, что с ним происходит, так как он избегает их. В итоге они оказываются в одной постели. Увидя их, Брайан предупреждает их, чтобы они не преследовали его, так как они могут погибнуть. Брайан идёт в метро, куда за ним направляется и Барбара. Не в силах удержать Элмера и снова находясь в наркотическом опьянении, Брайан даёт Элмеру убить Барбару.
На мусорной свалке, куда Брайан выбрасывает окровавленную одежду, его находят бывшие хозяева Элмера. Они пытаются отобрать Элмера, однако тот убивает жену старика и ранит самого старика. Тем не менее, старику удаётся схватить и сильно сжать Элмера как раз в момент, когда тот впрыскивает жидкость Брайану. Элмер и старик погибают, а в мозгу Брайана оказывается огромная доза голубой жидкости. Он приходит домой, где его череп взрывается, а из мозга вырывается огромный столб мерцающего света.

## Съёмочная группа
- Продюсеры: Андре Блэй, Эл Эйкер, Эдгар Йевинс
- Композиторы: Клатч Райзер, Гас Руссо
- Оператор: Брюс Торбет
- Монтаж: Фрэнк Хененлоттер, Джеймс Квай
- Художник: Айви Розовски
- Создатели образа Элмера: Гэбриэл Барталос, Дэвид Киндлон

## Дополнительные факты
- Во время поездки Брайан в метро напротив него садится человек с большой корзиной — это главный герой первого фильма Хененлоттера «Существо в корзине».
- Роль Брайана стала дебютной для Рика Хёрста.
- Элмера озвучил известный американский актёр озвучивания и телеведущий программ о фильмах ужасов Джон Закерли.